# Aucula schausi
Aucula schausi är en fjärilsart som beskrevs av Jörgensen 1935. Aucula schausi ingår i släktet Aucula och familjen nattflyn. Inga underarter finns listade i Catalogue of Life.